# Вітовиці (Люблінське воєводство)
Вітовиці (пол. Witowice) — село в Польщі, у гміні Конськоволя Пулавського повіту Люблінського воєводства.
Населення — 455 осіб (2011).
У 1975-1998 роках село належало до Люблінського воєводства.

## Демографія
Демографічна структура станом на 31 березня 2011 року:
|          | Загалом | Допрацездатний вік | Працездатний вік | Постпрацездатний вік |
| -------- | ------- | ------------------ | ---------------- | -------------------- |
| Чоловіки | 213     | 41                 | 139              | 33                   |
| Жінки    | 242     | 37                 | 139              | 66                   |
| Разом    | 455     | 78                 | 278              | 99                   |